# San Pablo del Monte
San Pablo del Monte là một đô thị thuộc bang Tlaxcala, México. Năm 2005, dân số của đô thị này là 64107 người.